# 摩德纳大广场
大广场（Piazza Grande）是意大利摩德纳一个兴建于12世纪的广场，位于该市历史街区的摩德纳主教座堂门前。虽然自中世纪以来一直名为大广场，但是其实地方不是很大。1997年，大广场与摩德纳主教座堂及其钟楼被联合国教科文组织列为世界遗产。 
在广场上，有建于17世纪的市政厅（Palazzo Comunale），有几座毁于1501年地震的中世纪塔楼。在广场的西侧是档案馆，南侧是现代的银行建筑，19世纪在那个位置曾是法院。建筑师吉奥·庞蒂（Gio Ponti）试图与广场上的旧建筑相协调。
在广场东北部，靠近市政厅，有一块3米长的长方形大理石 Preda Ringadora，原是一座罗马帝国建筑的一部分，在中世纪用作演讲的平台，也是处决死刑犯的地方。
在市政厅内，有12世纪小雕像 Bonissima。据说代表名叫博纳的贵族妇女，她慷慨地接济穷人。也有人认为它代表负责建造主教座堂的圣玛蒂达（Matilda di Canossa）。摩德纳人将对与己无关的一切事情都感兴趣的人，称为Bonissima，因为这尊雕像在广场上，可以听到那里所有的流言。
这个地方是当地所有的庆祝活动的起点和终点，包括狂欢节。
意大利作曲家和演奏家鲁奇欧·达拉（Lucio Dalla）演唱的一首歌曲的标题是《大广场》（Piazza Grande）。